# Biatora vacciniicola
Biatora vacciniicola är en lavart som först beskrevs av Tønsberg, och fick sitt nu gällande namn av Printzen. Biatora vacciniicola ingår i släktet Biatora och familjen Ramalinaceae.  Arten är reproducerande i Sverige. Inga underarter finns listade i Catalogue of Life.